# 15294 Underwood
15294 Underwood (1991 VD5) là một tiểu hành tinh vành đai chính được phát hiện ngày 7 tháng 11 năm 1991 bởi C. S. Shoemaker và D. H. Levy ở Đài thiên văn Palomar. Tênd in honor of building plans examiner Lynn Underwoor (b. 1949) of Vail, Arizona. Underwood has completed successful và innovative designs ngày two major extensions to the Jarnac Observatory, thus enabling it to redouble its observations và join in an expanded public observing program with Dean Koenig và "Starizona".